# Ilídio Botelho Gonçalves
Ilídio Botelho Gonçalves (Vila Pouca de Aguiar, Telões, 18 de Janeiro de 1922 — Lisboa, 13 de Julho de 2011) foi um engenheiro silvicultor e arquitecto paisagista, licenciado pelo Instituto Superior de Agronomia da Universidade Técnica de Lisboa, que se notabilizou como botânico.

## Biografia
Nasceu em Telões, concelho de Vila Pouca de Aguiar, distrito de Vila Real, filho de Domingos José Gonçalves e de Idalina Botelho Gonçalves. Foi casado com Maria Arlete dos Santos Ribeiro Gonçalves, com quem teve dois filhos.
Em 1962, foi convidado para assumir a Direcção dos Serviços Florestais do então Distrito Autónomo da Horta, cargo onde permaneceu até 1973, quando foi nomeado Director dos Serviços Florestais do Distrito Autónomo de Angra do Heroísmo.
Leccionou, como Professor Convidado, a disciplina de Botânica, no Departamento de Ciências Agrárias da Universidade dos Açores, em Angra do Heroísmo. Após a sua aposentação, foi um dos colaboradores na elaboração da Enciclopédia Açoriana, da responsabilidade do Centro de Conhecimentos dos Açores.
Destacou-se pelo seu precioso contributo na colheita de mais de 4 000 espécimes da flora dos Açores, preservados no "Herbário João de Carvalho Vasconcelos", em Lisboa, e no Herbário da Universidade dos Açores, em Angra do Heroísmo, e descritos na Nova Flora de Portugal e na Flora Europaea. No Herbário João de Carvalho e Vasconcellos (LISI), cerca de 80% da colecção Plantas dos Açores é proveniente das colheitas efectuadas pelo Eng. Ilídio Botelho Gonçalves, contendo actualmente cerca de 5 000 espécimes distribuídos por 1 131 taxa.
Descobriu, no cume da montanha do Pico, uma subespécie de uma gramínea nativa que, em sua honra, foi designada Agrostis reuteri Boiss. botelhoi Rocha, Afonso & Franco.